# CSPro
CSPro, abréviation de Census and Survey Processing System est un ensemble logiciel comprenant compilateur et différents outils spécialisés dans le développement d’applications  de collecte, visualisation, traitement et analyse de données.

## Historique
C’est un logiciel développé par le Census Bureau des États-Unis ainsi que ICF international. Serpro S.A était aussi impliqué dans les premières étapes du développement de CSPro. Le financement de ce programme provient principalement de l’USAID. La première version de CSPro remonte à mai 2000, cependant le développement de ses ancêtres : ISSA et IMPS remonte a plus de 35 années.

## Description
Les dernières versions du compilateur et des outils sont conçues pour être utilisées sur les ordinateurs ayant comme système d'exploitation Windows 10 et plus. Cependant, les applications implémentées avec CSPro 8+ peuvent être déployées sur n’importe quel ordinateur, tablette, smartphone utilisant Android, Windows UWP ou Windows 8, 10, 11.  
CSPro dispose d’un environnement de développement très simple, mais la puissance de son langage de programmation propre : Le Cspro Programming Language (CPL) lui permet de concevoir des applications complexes et intelligentes susceptibles d’être utilisées dans des domaines variés (Formulaires électroniques pour  Enquêtes et Recensements, implémentation de système d'information sophistiqués : Suivi-Evaluation, Administration et Gestion d’entreprises etc.)

## Versions
A date (Fevrier 2025), CSPro est activement en développement par une équipe de développeurs dynamique. Au cours des dernières années, des changements majeurs ont été opérés dans le développement du compilateur et des outils au point qu’actuellement, les applications développées avec Cspro sont devenues plus puissantes et intelligentes en supportant :
- Sqlite comme moteur de stockage de données du côté client ;
- Chiffrement et securisation des donnees;
- MySQL via l’API CSWeb pour le stockage et la compilation des données de tous les clients ;
- Le langage SQL (version de SQLite) à l’intérieur de CPL ;
- Plusieurs questions par écran;
- La cartographie mobile intelligente et dynamique avec ou sans internet;
- La programmation orientée objet;
- Les langages CSS, HTML, JavaScript par le biais des interfaces templated report et Action Invoker [3];
- PHP via CSWeb ;
- Un système puissant et exhaustif de collecte de données d’audit (Paradata log) du côté client ;
- De nouvelles fonctions dans le langage de programmation pour, entre autres, permettre le support de la synchronisation intelligente des applications et des données, la traduction dynamique , etc.

CSPro est dans le domaine public, toutes les codes sources sont ouvertes et disponibles pour le public.